# Zenonowo
Zenonowo (biał. Зенанова; ros. Зеноново) – wieś na Białorusi, w obwodzie mińskim, w rejonie wilejskim, w sielsowiecie Iża.

## Historia
W czasach zaborów folwark w powiecie wilejskim, w guberni wileńskiej Imperium Rosyjskiego.
W latach 1921–1945 folwark a następnie osada leżała w Polsce, w województwie wileńskim, w powiecie wilejskim, w gminie Iża, od 1 kwietnia 1932 w gminie Wiszniew.
Według Powszechnego Spisu Ludności z 1921 roku zamieszkiwało tu 15 osób, 1 była wyznania rzymskokatolickiego a 14 prawosławnego. Jednocześnie 1 mieszkaniec zadeklarował polską a 14 białoruską przynależność narodową. Były tu 2 budynki mieszkalne. W 1931 w 23 domach zamieszkiwały 124 osoby.
Wierni należeli do parafii rzymskokatolickiej w Wiszniewie i prawosławnej w Spiahle. Miejscowość podlegała pod Sąd Grodzki w Wilejce i Okręgowy w Wilnie; właściwy urząd pocztowy mieścił się w Iży.
W wyniku napaści ZSRR na Polskę we wrześniu 1939 miejscowość znalazła się pod okupacją sowiecką. 2 listopada została włączona do Białoruskiej SRR. Od czerwca 1941 roku pod okupacją niemiecką. W 1944 miejscowość została ponownie zajęta przez wojska sowieckie i włączona do Białoruskiej SRR.
Od 1991 w składzie niepodległej Białorusi.